# Samuel Adrian
Samuel Adrian (sinh ngày 2 tháng 3 năm 1998) là một cầu thủ bóng đá người Thụy Điển. Hiện tại anh thi đấu ở vị trí tiền vệ cho Malmö FF.

## Thống kê sự nghiệp
Tính đến ngày 27 tháng 5 năm 2018.
| Câu lạc bộ          | Mùa giải            | Giải vô địch | Giải vô địch | Cúp     | Cúp       | Châu lục | Châu lục  | Tổng cộng | Tổng cộng |
| Câu lạc bộ          | Mùa giải            | Số trận      | Bàn thắng    | Số trận | Bàn thắng | Số trận  | Bàn thắng | Số trận   | Bàn thắng |
| ------------------- | ------------------- | ------------ | ------------ | ------- | --------- | -------- | --------- | --------- | --------- |
| Malmö FF            | 2017                | 3            | 0            | 0       | 0         | 0        | 0         | 3         | 0         |
| Malmö FF            | 2018                | 6            | 0            | 0       | 0         | 0        | 0         | 6         | 0         |
| Malmö FF            | Tổng cộng           | 9            | 0            | 0       | 0         | 0        | 0         | 9         | 0         |
| Tổng cộng sự nghiệp | Tổng cộng sự nghiệp | 9            | 0            | 0       | 0         | 0        | 0         | 9         | 0         |